# جیمز دیوید فوربز
جیمز دیوید فوربز (به انگلیسی: James David Forbes)(زاده ۲۰ آوریل ۱۸۰۹-درگذشته ۳۱ دسامبر ۱۸۶۸) یک دانشمند اسکاتلندی در زمینه فیزیک و یخچال‌شناسی بود که به‌طور گسترده‌ای در مورد رسانش گرمایی و لرزه‌شناسی کار کرد. او در بیشتر زندگی‌اش ساکن ادینبرو بود، در دانشگاه آنجا تحصیل کرده و از سال ۱۸۳۳ در آنجا استاد بود تا زمانی که در سال ۱۸۵۹ رئیس دانشگاه یونایتد کالج سنت اندروز شد.
او در سال ۱۸۴۲ لرزه‌سنج را اختراع کرد.